# Істомін Володимир Іванович
Володимир Іванович Істомін (1809, Пензенська губернія, село Липівка — 7 (19) березня 1855, Севастополь) — контр-адмірал російського імператорського флоту, герой оборони Севастополя.

## Біографія
Народився в 1809 році, походив з дворянського роду Псковської губернії, дитинство провів в Естляндській губернії.
В 1823 року поступив в Морський кадетський корпус, в 1827 був випущений в званні гардемарин.
Після закінчення Морського корпусу отримав призначення на лінійний корабель «Азов», на якому у складі ескадри віце-адмірала Гейдена, здійснив похід з Кронштадта в Портсмут, а потім до берегів Греції, де брав участь в Наваринській битві 8 жовтня 1827 року, за відміну був нагороджений Знаком Відмінності Військового ордена Святого Георгія і проведений в мічмани.
В 1827–1832 роках В. І. Істомін проходив службу на тому ж кораблі здійснюючи плавання в Середземному морі, удосконалюючи свою морську освіту в серйозній військовій обстановці крейсерування в Архіпелазі, участю в блокаді Дарданелл і висадці на Босфор. В 1830 році був представлений до ордену Святої Анни 3-го ступеня.
В 1832 у Істомін був переведений на Балтійський флот на фрегат «Марія».
З 1835 року проходив службу на Чорному морі на різних кораблях: люгері «Глибокий», яхті «Жвава» (рус. «Резвая»), лінійних кораблях «Пам'ять Євстафія» та «Варшава».
В 1837 році був проведений в лейтенанти і призначений командиром пароплава «Північна Зірка», на якому в тому ж році здійснили плавання по портах Чорного моря імператор Микола I  з імператрицею. Нагороджений орденом Святого Володимира 4-го ступеня та діамантовим перснем.
В 1843 році В. І. Істомін був представлений до ордену Святого Станіслава 2-го ступеня.
З 1845 по 1850 роки знаходився в розпорядженні намісника на Кавказі князя Воронцова, беручи діяльну участь у спільних операціях армії і флоту, спрямованих на підкорення Кавказу. В 1846 році був нагороджений орденом Святої Анни 2-го ступеня, а в 1847 за дії проти горян проведений в капітани 2 рангу.
В 1849 році В. І. Істомін був проведений в капітани 1 рангу, а з 1850 року призначений командиром лінійного корабля «Париж». В 1852 році — представлений до ордена Святого Володимира 3-го ступеня.

## У подіях Кримської війни

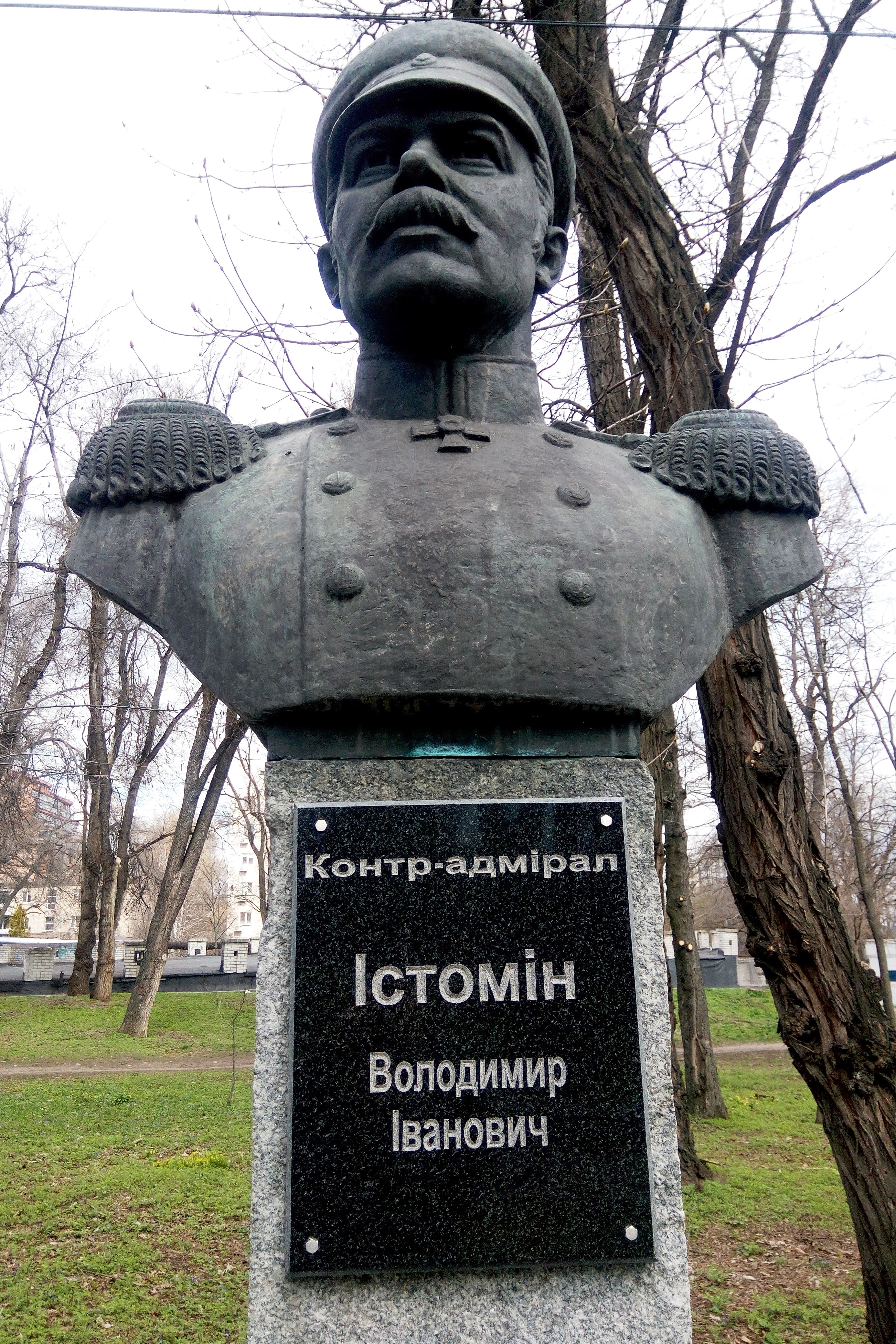
Погруддя В. І. Істоміна на алеї Севастопольського парку в Дніпрі

18 листопада 1853 року В. І. Істомін, командуючи кораблем «Париж», відзначився в Синопській битві; за що адмірал Нахімов віддав наказ підняти на своєму адміральському кораблі сигнал «подяки», але все фали були перебиті, так що виконати наказ не було можливості. За цей бій Істомін був проведений в контр-адмірали. У донесенні імператорові адмірал П. С. Нахімов особливо відзначав дії лінійного корабля «Париж» в Синопській битві.
В 1854 році, коли почалася облога Севастополя, В. І. Істомін був призначений командиром 4-й оборонної дистанції Малахова кургану, а потім обіймав посаду начальника штабу при віце-адміралі В. А. Корнілова. 20 листопада 1854 року Істомін був нагороджений орденом св. Георгія 3-го ступеня. Після смерті Корнілова не залишав своїх позицій і жив на Камчатському редуті, в землянці.
7 березня 1855 року В. І. Істоміну ядром відірвало голову, коли він виходив зі своєї землянки. Похований в севастопольському соборі Святого Володимира, в одному склепі з адміралами М. П. Лазарєвим, В. А. Корніловим, П. С. Нахімовим.
В. І. Істомін мав чотирьох братів, і всі вони служили у флоті; Костянтин та Павло дослужилися до адміральських чинів.

## Пам'ять
- Іменем В. І. Істоміна на географічній карті названа бухта поблизу півострова Корея в Японському морі.

Поштові марки
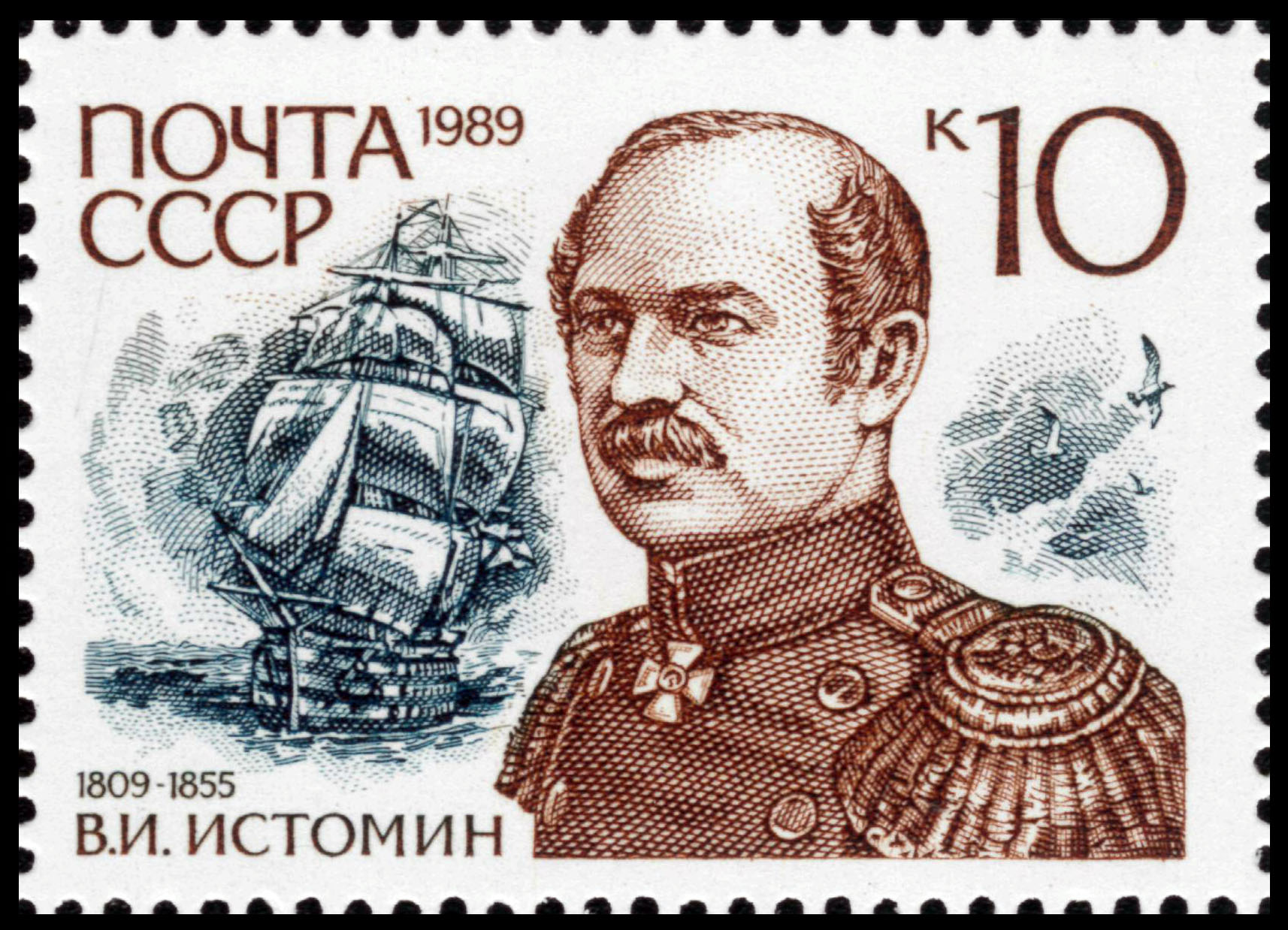
Поштова марка СРСР з серії «Адмірали Росії», присвячена В. І. Істоміну, 1989
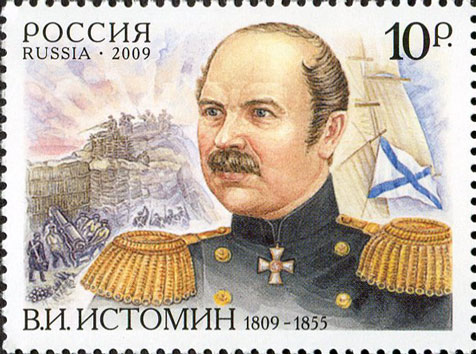
Поштова марка випущена в Росії до 200-річчя з дня народження В. І. Істоміна, 2009